# Titularerzbistum Anchialus
Anchialus (ital.: Anchialo) ist ein Titularerzbistum der römisch-katholischen Kirche. 
Es geht zurück auf ein früheres Erzbistum der antiken Stadt Anchialos in Thrakien im östlichen Teil der heutigen Oberthrakischen Tiefebene. Seit 1932 Titularerzbistum.
| Titular(erz)bischöfe von Anchialus |                                  |                                                                                     |                    |                    |
| Nr.                                | Name                             | Amt                                                                                 | von                | bis                |
| 1                                  | Uladislao Castellano             | Weihbischof in Córdoba (Argentinien)                                                | 24. September 1892 | 12. September 1895 |
| 2                                  | Casimiro Piñera y Naredo         | Apostolischer Administrator von Barbastro (Spanien)                                 | 28. Februar 1896   | 28. November 1898  |
| 3                                  | Raffaele Presutti OFMCap         | Apostolischer Vikar von Arabien (Saudi-Arabien)                                     | 13. September 1910 | 1915               |
| 4                                  | Henri Lécroart SJ                | Apostolischer Koadjutorvikar, Apostolischer Vikar von Südost-Hebei (Republik China) | 30. Juli 1917      | 17. August 1940    |
| 5                                  | Georges Cabana                   | Koadjutorerzbischof von Saint-Boniface Koadjutorerzbischof von Sherbrooke (Kanada)  | 24. Mai 1941       | 28. Mai 1952       |
| 6                                  | Pierre-Maurice-Marie Rivière     | emeritierter Bischof von Monaco (Monaco)                                            | 13. Mai 1953       | 7. November 1961   |
| 7                                  | Giacinto Giovanni Ambrosi OFMCap | emeritierter Erzbischof von Görz und Gradisca (Italien)                             | 1962               | 26. September 1965 |